# Кишенский, Фёдор Иванович
Фёдор Иванович Кишенский (1744 — ?) — российский государственный и военный деятель.

## Биография
На военной службе с 1758 года, в 1771 году — секунд-майор.
В 1786—1791 полковник Смоленского драгунского полка, с 1790 г. — бригадир, с 1793 г. — генерал-майор. В 1788—1790 годах участвовал в русско-турецкой войне.
Награждён орденами Св. Георгия 4 класса (26.XI.1788), св. Владимира 4 степени (1788), св. Владимира 2 степени (1794).
В 1789—1796 правитель Харьковского наместничества. Занимался благоустройством, при нём в Харькове начались театральные представления, освещение улиц, произведено административное деление города на три части.
С 17 декабря 1796 в отставке.
Сын — Кишенский Николай Фёдорович (09(20).6.1775 — 15(27).5.1831), генерал-майор (1800), с 1822 пензенский губернский предводитель дворянства.